# Tafaia chaminadei
Tafaia chaminadei är en skalbaggsart som beskrevs av Legrand 2006. Tafaia chaminadei ingår i släktet Tafaia och familjen Cetoniidae. Inga underarter finns listade i Catalogue of Life.